# Dover Athletic FC
Dover Athletic FC är en engelsk fotbollsklubb i Dover, grundad 1983 efter det att en tidigare klubb med namnet Dover FC gått i konkurs. Klubben spelar sina hemmamatcher på Crabble Athletic Ground. Smeknamet är The Whites.

## Historia

Klubbens ligaplaceringar från och med 1983.

När klubben grundades fick den ta över den gamla klubben Dover FC:s plats i Southern Football League Southern Division. Säsongen 1987/88 vann klubben divisionen och gick upp till ligans Premier Division, som man vann redan den andra säsongen. Klubben blev dock inte uppflyttad till Football Conference på grund av att hemmaarenan inte bedömdes hålla måttet. När Dover Athletic åter vann divisionen tre år senare, 1992/93, blev man dock uppflyttade.
Klubben spelade därefter i Football Conference under nio säsonger innan en sistaplats 2001/02 innebar nedflyttning till Southern Football League Premier Division. Efter två säsonger där flyttades klubben över till Isthmian League Premier Division, där man genast kom näst sist och åkte ned till ligans Division One. Efter en säsong bytte ligan struktur och Dover Athletic hamnade i Division One South. Andra säsongen där, 2007/08, vann klubben divisionen och blev uppflyttade till Premier Division, som man lyckades vinna direkt och blev uppflyttade till Conference South. En femteplats 2013/14 ledde till kvalseger och uppflyttning till Conference Premier.
Dover Athletic har som längst nått tredje omgången i FA-cupen, vilket man gjorde säsongerna 2010/11 och 2014/15.

## Meriter

### Liga
- National League eller motsvarande (nivå 5): 5:a 2015/16 (högsta ligaplacering)
- Isthmian League Premier Division: Mästare 2008/09
- Isthmian League Division One South: Mästare 2007/08
- Southern Football League Premier Division: Mästare 1989/90, 1992/93
- Southern Football League Southern Division: Mästare 1987/88

### Cup
- Kent Senior Cup: Mästare 1990/91